# 川田城
川田城（かわだじょう）は、岐阜県各務原市川島河田町にあった室町時代・戦国時代の日本の城。

## 略歴
康正年間（1450年代）に、尾張国葉栗郡河田村（当時の地名は尾張国河野郷河田村。現愛知県一宮市及び岐阜県各務原市）を支配していた土豪である、川島入道川田雅楽助が築城。城といっても広大な屋敷だったと思われる。
川島入道川田雅楽助は土岐氏に仕え、数々の戦いに参加している。その一方、支配下の農民には養蚕や麦の裏作を奨励し、城内で市を開き、有力者との話し合いの場を設ける等、農業の普及に力を入れていたといわれている。
廃城時期は不明。川島入道川田雅楽助も文献としては尾張志にわずかに登場するのみで、生没年も不明である。

## 城の名称
川田城という名称も正式でない可能性がある。前述のとおり城主に関する資料もあまりなく、川田城という名も、城主と同じ名というのが不自然であり、当時からの名なのか後世の通称か不明である。地名から河田城（小牧・長久手の戦い時に羽柴秀吉が築城した城と同一名）と言われていた可能性も否定できない。

## 現在
岐阜県道180号松原芋島線沿いにある河田町公民館の敷地内にある、山神神社（通称：河田山の神。享保16年（1731年）創立）が、かつて城内に祭ってあった神祠といわれている。又、この一帯の古い地名は“山神”といい、城の敷地だったと思われる。